# On Deadly Ground
On Deadly Ground  is een Amerikaanse actie/avonturen-film uit 1994 onder regie van Steven Seagal, die ook de hoofdrol speelt. 

## Verhaal
Forrest Taft, een brandweerman en werknemer van de oliemaatschappij Aegis Oil, ontdekt dat zijn werkgever van plan is olievoorraden in Alaska te exploiteren. Er wordt geen rekening gehouden met de rechten van de lokale bevolking en het gevaar voor het milieu. Forrest Taft moet dit voorkomen.

## Rolverdeling
| Acteur             | Personage         |                                       |
| ------------------ | ----------------- | ------------------------------------- |
| Steven Seagal      | Forrest Taft      | brandweerman                          |
| Michael Caine      | Michael Jennings  | rijke hebzuchtige CEO van Aegis Oil   |
| Joan Chen          | Masu              | dochter van de Yupik stamhoofd Silook |
| John C. McGinley   | MacGruder         | rechterhand van Jennings              |
| R. Lee Ermey       | Stone             | leider van de huursoldaten            |
| Shari Shattuck     | Liles             | Jennings zijn assistente              |
| Billy Bob Thornton | Homer Carlton     | een van de huursoldaten               |
| Richard Hamilton   | Hugh Palmer       | voorman van Aegis Oil                 |
| Chief Irvin Brink  | Silook            | Yupik stamhoofd                       |
| John Trudell       | Johnny Redfeather | Forrest zijn vriend                   |
| Mike Starr         | Mike "Big Mike"   | een medewerker van Aegis Oil          |
| Sven-Ole Thorsen   | Otto              | een van Jennings zijn beveiligers     |
| Bart the Bear      | zichzelf          |                                       |